# Anauxesis laterirufa
Anauxesis laterirufa är en skalbaggsart som beskrevs av Stefan von Breuning 1981. Anauxesis laterirufa ingår i släktet Anauxesis och familjen långhorningar. Inga underarter finns listade i Catalogue of Life.